# یولیوس اسکوتناب
یولیوس اسکوتناب (انگلیسی: Julius Skutnabb؛ ۱۲ ژوئن ۱۸۸۹ – ۲۶ فوریه ۱۹۶۵) اسکیت‌باز اسکیت سرعت اهل فنلاند بود.
وی در مسابقات کشوری و بین‌المللی در مجموع برندهٔ ۱ مدال طلا، ۲ مدال نقره، ۱ مدال برنز شده‌است.